# Дифракционный предел
Дифракцио́нный преде́л — это минимальное значение размера пятна (пятно рассеяния), которое можно получить, фокусируя электромагнитное излучение. Меньший размер пятна не позволяет получить явление дифракции электромагнитных волн. Дифракционный предел был открыт в 1873 году Эрнстом Аббе.
Минимальный дифракционный предел определяется формулой {\displaystyle d_{min}={\frac {\lambda }{2n}}}, где {\displaystyle \lambda } — длина электромагнитной волны в вакууме, {\displaystyle n} — показатель преломления среды. Иногда под дифракционным пределом понимается не линейный, а угловой размер, определяемый по формуле {\displaystyle \psi _{min}={\frac {1,22\lambda }{D}}} (критерий Рэлея, предложен в 1879 году), где {\displaystyle D} — апертура оптического прибора.

## Значение дифракционного предела в оптике и технике
Дифракционный предел накладывает ограничения на характеристики оптических приборов:
- Оптический микроскоп не способен различать объекты, размер которых меньше значения {\displaystyle {\frac {\lambda }{(2n\sin \theta )}}}, где {\displaystyle \theta } — так называемый апертурный угол (у хороших микроскопов он близок к {\displaystyle 90^{\circ }}, и следовательно, предельное разрешение близко к дифракционному пределу {\displaystyle {\frac {\lambda }{2n}}}.
- При изготовлении микросхем методом фотолитографии минимальный размер каждого элемента микросхемы не может быть меньше дифракционного предела, что ограничивает совершенствование технологического процесса.
- Принцип действия оптического диска заключается в считывании информации сфокусированным лучом лазера, поэтому дифракционный предел накладывает ограничение на максимальную плотность информации.
- Разрешающая способность телескопа не может быть больше {\displaystyle \psi _{min}} (то есть два точечных источника света, расположенные на угловом расстоянии меньше {\displaystyle \psi _{min}}, будут наблюдаться как один источник). Однако, разрешение земных оптических телескопов ограничивает не дифракционный предел, а атмосферные искажения (дифракционный предел самых больших телескопов составляет порядка 0,01 угловой секунды, но из-за атмосферных искажений реальное разрешение обычно не превышает 1 секунду). В то же время, разрешение радиотелескопов и радиоинтерферометров, а также космических телескопов, ограничивается именно дифракционным пределом. Кроме того, новые спекл-методы, например метод удачных экспозиций, позволяют достичь дифракционного предела даже для больших наземных оптических инструментов за счёт компьютеризированной пост-обработки больших массивов наблюдений.

## Методы уменьшения дифракционного предела
- Дифракционный предел {\displaystyle d_{min}} пропорционален длине волны, следовательно, уменьшить его можно, используя более коротковолновое излучение. Например, использование фиолетового лазера ({\displaystyle \lambda } = 406 нм) вместо красного ({\displaystyle \lambda } = 650 нм) позволило увеличить ёмкость оптических дисков с 700 МБ (CD) до 25 ГБ (Blu Ray), переход на коротковолновые (ультрафиолетовые) лазеры позволяет постоянно совершенствовать технологические нормы производства микросхем, использование рентгеновского диапазона позволяет на порядки повысить разрешающую способность микроскопов (см. Рентгеновский микроскоп).
- Дифракционный предел обратно пропорционален показателю преломления среды. Поэтому его можно значительно уменьшить, помещая объект в прозрачную среду с большим коэффициентом преломления. Это используется в оптической микроскопии (см. Иммерсия) и в фотолитографии (см. Иммерсионная литография).
- Угловой дифракционный предел {\displaystyle \psi _{min}} обратно пропорционален диаметру апертуры, поэтому повысить разрешение можно, увеличивая апертуру телескопа. Однако, на практике, разрешение больших телескопов лимитируется не дифракционным пределом, а атмосферными искажениями, а также дефектами геометрии зеркала (либо неравномерностью состава линзы для рефракторов) поэтому дифракционный предел имеет значения только для радиотелескопов и для космических оптических телескопов. В радиоастрономии повысить разрешение можно, применяя радиоинтерферометрию со сверхдлинными базами. Если два радиотелескопа работают в режиме радиоинтерферометра, то дифракционный предел будет определяться формулой {\displaystyle \psi _{min}={\frac {\lambda }{L}}}, где {\displaystyle L} — расстояние между радиотелескопами (так называемая база радиоинтерферометра). Например, космический радиотелескоп Радиоастрон (максимальная база 400 000 км) имеет разрешение от 8 до 540 микросекунд дуги в зависимости от длины волны, что на 2–5 порядков лучше, чем у лучших оптических телескопов.

## Преодоление дифракционного предела
- Получить разрешение в несколько раз лучшее, чем дифракционный предел, можно с помощью суперлинз (пластинки, действующей как метаматериал)[2].
- Преодолеть дифракционный предел также позволяет ближнеполевая микроскопия (достигнуто разрешение 13 нм[3]).